# Eleonore Kalkowska
Eleonore Kalkowska (geb. als Eleonora Kalkowska; * 22. Juni 1883 in Warschau; † 21. Juli 1937 in Bern), Pseudonym Ira ad Sol, war eine polnisch-deutsche Schriftstellerin und Schauspielerin.

## Leben
Kalkowska wurde als Tochter des polnischen Architekten Emil Kalkowski und seiner aus Kurland stammenden Frau Maria geboren. Sie wuchs zweisprachig, Deutsch und Polnisch, auf. Nach dem frühen Tod des Vaters siedelte die Familie nach Breslau und später nach St. Petersburg über. Nachdem Kalkowska in Berlin nicht zum Studium zugelassen worden war, begann sie 1901 ein naturwissenschaftliches Studium an der Pariser Sorbonne. Dort lernte sie den Geschichtsstudenten Marceli Szarota kennen, den sie bald darauf heiratete. Bald nach der Eheschließung gab Kalkowska ihr Studium auf, um sich der Schriftstellerei zu widmen. 1904 erschien unter dem Pseudonym Ira ad Sol ihre erste Veröffentlichung, noch in polnischer Sprache, unter dem Titel Głód życia („Hunger nach Leben“). Im selben Jahr wurde ihre Tochter Elida Maria geboren, 1906 ihr Sohn Ralph.
Sie begann um 1908 ein Schauspielstudium am Reinhardt-Seminar in Berlin. Anschließend wurde sie zunächst in Breslau engagiert, bevor sie 1912 an das Deutsche Schauspielhaus Berlin wechselte. Zu dieser Zeit lebte sie schon von ihrem Mann getrennt, der ihre künstlerischen Ambitionen nicht unterstützt hatte. Ihre Kinder wuchsen bei ihrer Mutter in Breslau auf.
Bei einem Rezitationsabend im Schauspielhaus zeigte sich das dichterische Talent Kalkowskas erstmals einer größeren Öffentlichkeit. 1912 erschien der Gedichtband Die Oktave im Berliner Verlag Egon Fleischel u. Co. Während des Ersten Weltkriegs veröffentlichte Kalkowska 1916 unter dem Titel Der Rauch des Opfers: Ein Frauenbuch zum Kriege (Eugen Diederichs Verlag, Jena) kritische Gedichte, die dem (imaginierten) Grauen des Todes an der Front die Leiden der Mütter und Witwen an der so genannten Heimatfront entgegenstellten. Die positiven Reaktionen auf diesen Gedichtband bewogen Kalkowska dazu, die Schauspielerei aufzugeben und sich ganz dem Schreiben zu widmen.
Ihre Dramen blieben anfangs zum größten Teil unveröffentlicht. Sie widmete sich in ihren ersten Stücken vor allem antiken und biblischen Stoffen. Später wandte sie sich dem Zeitstück zu. Ihr Drama Josef, das am 12. März 1929 im Dortmunder Stadttheater und in Berlin einen Monat später in der Volksbühne unter der Regie von Alfred Trostler aufgeführt wurde, plädierte mit literarischen Mitteln für die Abschaffung der Todesstrafe und prangerte die Unrechtsjustiz der Weimarer Republik an. Als Vorlage diente Kalkowska der zeitgenössische Fall des Landarbeiters Józef Jakubowski. Das Stück kennzeichnet eine experimentelle Form; Kalkowska bezeichnete es als „dichterische Reportage“. Um diese Aufführung in der „Volksbühne“ entstand ein Theaterskandal, als Kalkowska nach der Aufführung öffentlich gegen die von Trostler vorgenommenen und von ihr nicht legitimierten Kürzungen protestierte. Ihr übernächstes Stück Zeitungsnotizen wurde am 4. Dezember 1932 im Berliner Schillertheater uraufgeführt. Kalkowska verband Ausschnitte aus Tageszeitungen, in denen das Thema Selbstmord behandelt wird, und thematisierte so indirekt das soziale Elend der frühen 1930er Jahre.
Nach der Machtübernahme durch die Nationalsozialisten wurde Kalkowska 1933 zweimal verhaftet, jedoch nach Intervention des polnischen Gesandten jeweils kurz darauf wieder freigelassen. Daraufhin verließ sie Deutschland und lebte zunächst in Paris, danach in London. Sie arbeitete an dem Stück Arc de Triomphe, in dessen Mittelpunkt ein krebskranker Arzt steht. In weiteren Dramenprojekten beschäftigte Kalkowska sich mit Isaak D’Israeli und mit Jean Jaures.

## Werke
- Głód życia. (Hunger nach Leben), Piotr Laskauer i S-ka, Warszawa 1904.
- Die Oktave. (Gedichte) Egon Fleischel u. Co., Berlin 1912.
- Der Rauch des Opfers: Ein Frauenbuch zum Kriege. Diederichs, Jena 1916.
- März: Dramatische Bilderfolge aus dem Jahre 48. J. H. E. Heitz, Strassburg 1928.
- Katharina: Ein Stück Welttheater: 14 Bilder mit einem Vorspiel. Oesterheld, Berlin 1929.
- Dramaty. Sprawa Jakubowskiego. Doniesienia drobne. wstęp i oprac. J. Hernik-Spalińska, Warszawa 2005.
- Dramen Josef. MinusxMinus=Plus! und Zeitungsnotizen. Hg. v. Agnes Trapp. Martin Meidenbauer, München 2008.
- Głód życia. (Hunger nach Leben), wstęp i oprac. A. Dżabagina, Gdańsk 2016.

## Auszeichnungen
- 1930: Ehrenvolle Erwähnung bei der Verleihung des Kleist-Preises an Reinhard Goering